# 유보선
유보선(兪普善)은  대한민국 제33대 국방부 차관이다. 2003년 3월 3일 ~ 2004년 8월 30일까지 대한민국 제33대 국방부 차관을 지냈다.